# 蒙古联盟自治政府

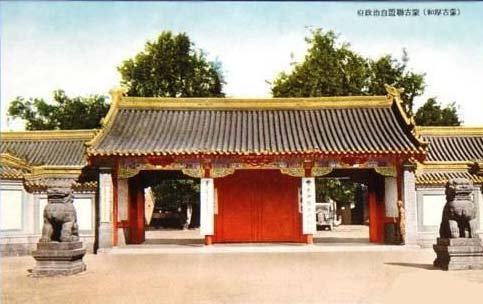
蒙古联盟自治政府

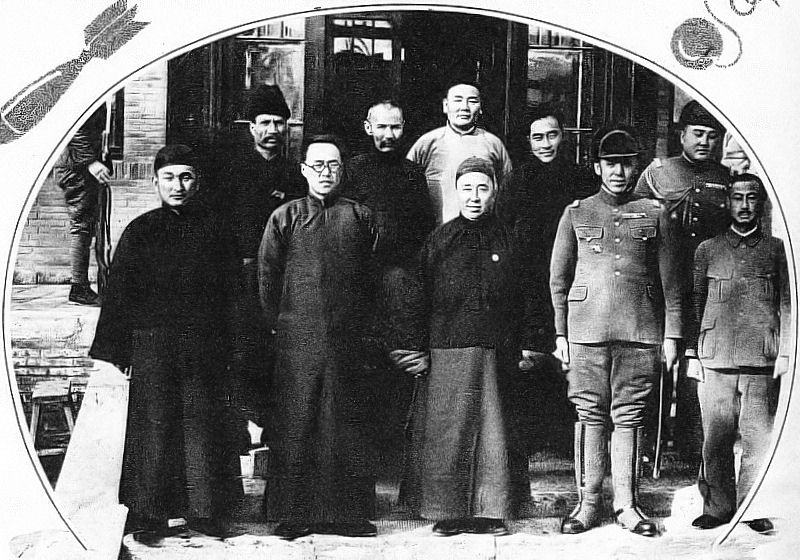
1938年2月「歴史写真（昭和13年2月号）」上刊登的蒙古联盟自治政府要人合影。前排左二陶克陶，左三德穆楚克栋鲁普，左四李守信。

蒙古联盟自治政府是1937年至1939年间日本在中國内蒙古地區扶植的傀儡政权。

## 沿革
民国26年（1937年）10月14日，日军攻占归绥，10月17日又攻占包头。10月27日，在日本扶持下，第二次“蒙古大会”在归绥召开。10月28日，大会讨论通过了《蒙古联盟自治政府组织大纲》、《蒙古联盟自治政府暂行组织法》、《第二次蒙古大会宣言》等，正式成立了蒙古联盟自治政府，选举云端旺楚克（未到会）为政府主席、德穆楚克栋鲁普为副主席。
1937年11月22日，蒙古联盟自治政府、察南自治政府、晋北自治政府在张家口签订《关于设立蒙疆联合委员会的协定》，正式成立了蒙疆联合委员会。1939年9月1日，蒙古联盟自治政府、察南自治政府、晋北自治政府正式合并，在张家口成立蒙疆联合自治政府。

## 组织
蒙古联盟自治政府设在厚和豪特（原归绥），设主席、副主席。“主席为蒙古联盟自治政府之主权者，遇有事故不能执行职务时，由副主席代行之。”蒙古联盟自治政府下设政务院，“掌理诸般行政”，政务院实行政务院长负责制。政务院下设总务部、财政部、保安部，各部均下设若干处。总务部下设总务处、法制处、建设处、内务处、教育处、外交处；财政部下设会计处、税务处；保安部下设警务处、司法处。政务院下辖的地方行政机关有：乌兰察布盟、伊克昭盟、察哈尔盟、巴彦塔拉盟（后来设立）、锡林郭勒盟等5个盟公署，以及厚和豪特市、包头市2个市公署。除了政务院以外，还有蒙古军总司令部、参议会与政务院地位平行。此外还设有秘书处、司法局等机构。同时，蒙古联盟自治政府还设有日本人组成的顾问部，实际掌控军政大权，下设总务部、财政部、保安部等部。
1938年3月，政府主席云端旺楚克病逝。1938年7月，德穆楚克栋鲁普接任政府主席，随即对政务院进行改组，对人员进行了任免。1938年8月1日，政务院正式改组，废除了政务院的总务部、财政部、保安部3部制，改行1厅4部制（总务厅，民政部、财政部、保安部、畜产部）。总务厅下设总务处、人事处、主计处、外交处等；民政部下设内务处、教育处、建设处；财政部下设税务处、理财处；保安部下设警务处、司法处；畜产部下设牧业处、畜产处。此外，还有直属政务院的地政局、司法局、参议会等。
蒙古联盟自治政府以乌兰察布盟（盟公署驻百灵庙）、锡林郭勒盟（盟公署驻贝子庙，今锡林浩特市）、察哈尔盟（盟公署驻张北）、巴彦塔拉盟（盟公署驻厚和豪特，今呼和浩特市）、伊克昭盟（盟公署驻包头）及厚和豪特市、包头市为辖区。其中，巴彦塔拉盟是将土默特特别旗和察哈尔右翼4旗合并后新设立的。各盟公署设盟长1人，副盟长1人，日本参与官1人，下设总务厅、民政厅、保安厅、财政厅、教育厅等厅。厚和豪特市、包头市各设市长1人，日本主任顾问1人，下设总务科、财务科、建设科、司法科、警务科等科。

## 职官

### 1937年10月至1938年7月
如无说明，以下均为1937年10月政府成立时任命，至1938年8月政府改组时为止的职官。
- 主席：云端旺楚克（1938年3月死亡）
- 副主席：德穆楚克栋鲁普
- 主席府秘书处处长：赛吉尔胡（丁我愚）
- 司法局局长：刘永誉

- 顾问部：
  - 最高顾问：金井章次
  - 次席最高顾问：宇山兵士

- 政务院：
  - 政务院院长：德穆楚克栋鲁普
  - 总务部部长：陶克陶
    - 总务部顾问：中岛万藏
    - 总务部总务处处长：图木勒巴塔尔[5]（刘定一）
    - 总务部内务处处长：李丹山
    - 总务部教育处处长：陶克托胡（一说为哈斯巴塔尔[4]）
    - 总务部外交处处长：赵那苏图
    - 总务部法制处处长：玛哈希力（赵文儒）
    - 总务部建设处处长：恩和阿木尔

  - 财政部部长：吉尔嘎朗
    - 财政部顾问：梯部正晖
    - 财政部主计处处长：乌勒吉图（张秉智）
    - 财政部税务处处长：巴雅尔（吴相文、吴祖元）

  - 保安部部长：特克希卜彦
    - 保安部顾问：大园长喜
    - 保安部警务处处长：昌都冷
    - 保安部司法处处长：卓里克图（关荫南）

  - 巴彦塔拉盟公署：
    - 盟长：补英达赖
    - 副盟长：默尔根巴图尔（亢仁）
    - 总务厅厅长：超克巴图尔
    - 民政厅厅长：贺云章
    - 财政厅厅长：李树声
    - 教育厅厅长：李春秀

  - 锡林郭勒盟公署：
    - 盟长：林沁旺都特
    - 副盟长：松津旺楚克
    - 总务厅厅长：布达巴拉
    - 民政厅厅长：玛哈希力（赵文儒）

  - 察哈尔盟公署：
    - 盟长：卓特巴扎普
    - 副盟长：特穆尔博罗特
    - 总务厅厅长：色楞那木济勒
    - 保安厅厅长：卜琳弼里格图
    - 教育厅厅长：色楞丕勒诺尔布

  - 伊克昭盟公署：
    - 盟长：沙克都尔扎布（未到任）
    - 副盟长：阿拉坦瓦齐尔
    - 总务厅厅长：鄂齐尔呼雅克图（未到任）
    - 民政厅厅长：吉尔格郎

  - 乌兰察布盟公署：
    - 盟长：巴宝多尔济
    - 副盟长：潘第恭察布
    - 总务厅厅长：林沁僧格
    - 民政厅厅长：墨尔根巴图尔（宝道新）

  - 厚和豪特市公署：
    - 市长：贺秉温（后为李春秀）
    - 总务科科长：刘浩春
    - 财务科科长：阿裕泰
    - 建设科科长：李文鼎

  - 包头市公署：
    - 市长：刘继广
    - 总务科科长：王汉民
    - 财务科科长：赵聘卿
    - 司法科科长：高文龙
    - 警务科科长：王文质

- 参议会：
  - 参议会议长：吴鹤龄
  - 参议会参议：
    - 尹宝山
    - 宝音乌力吉
    - 郭尔卓尔扎布

- 蒙古军总司令部总司令：李守信[4][6]

### 1938年8月至1939年
如无说明，以下均为1938年8月政府改组时任命或续任，至1939年9月政府合并时为止的职官。
- 主席：德穆楚克栋鲁普
- 副主席：李守信
- 主席府秘书处处长：赛吉尔胡

- 顾问部：
  - 最高顾问：金井章次
  - 次席最高顾问：宇山兵士

- 政务院：
- 政务院院长：德穆楚克栋鲁普
- 总务厅厅长：陶克陶
  - 总务厅顾问：中岛万藏
  - 总务厅总务处处长：图木勒巴塔尔（刘定一）
  - 总务厅人事处处长：乌勒吉图
  - 总务厅主计处处长：霍克济胡[7]（霍翰甫）
  - 总务厅企划处处长：金谷勒模[8]（金养浩）
  - 总务厅外交处处长：赵那苏图
- 民政部部长：特克希卜彦
  - 民政部顾问：？（日本人）
  - 民政部内务处处长：扎拉戈穆济[9]（白景畲）
  - 民政部建设处处长：恩和阿木尔（张绍庭）
  - 民政部教育处处长：陶克托胡（陶布新）
- 财政部部长：吉尔嘎朗
  - 财政部顾问：梯部正晖
  - 财政部理财处处长：李丹山
  - 财政部税务处处长：巴雅尔
- 保安部部长：雄诺敦都布
  - 保安部顾问：大园长喜
  - 保安部警务处处长：昌都冷
  - 保安部司法处处长：卓里克图
- 畜牧部部长：郭尔卓尔扎布
  - 畜牧部顾问：？（日本人）
  - 畜牧部牧业处处长：哈斯瓦齐尔（萧佩玉）
  - 畜牧部畜产处处长：米济道尔吉（黄葆庆）
- 地政局局长、顾问：黑泽隆世
- 司法局局长：刘永誉

- 参议会
  - 参议会议长：吴鹤龄
  - 参议会常任参议：
    - 尹宝山
    - 宝音乌力吉
    - 郭尔卓尔扎布
    - 李景珍
    - 沙拉巴多尔计

- 蒙古军总司令部总司令：李守信[4][6]

从1938年8月到1939年政府合并，该政府所辖的5个盟主要官员没有变动，另设日本参与官1人，与盟长共主盟事；2个市主要官员没有变动，另设日本主任顾问1人，与市长共主市政。